# Your Arsenal
Az 1992-es Your Arsenal Morrissey nagylemeze. Megjelenésekor sok rajongó és kritikus tartotta a legjobb munkájának. A Q magazin 1992 egyik legjobb albumának nevezte.
A Your Arsenal az első hivatalos kiadványa az új felállásnak, amelynek magja a mai napig megmaradt. Morrissey az indie rock-tól a modern rock felé fordult, az album a rockabilly egyes elemeit is magán hordozza. A glam rock is hatással volt a dalokra.
A szövegek egy része nagy vitákat váltott ki, ezt elsősorban a New Musical Express kezdeményezte, ami Morrissey ellen fordult. A Glamorous Glue-t amerikaellenesnek titulálták, míg a We'll Let You Know állítólagosan a futball-huliganizmust védelmezte. A The Nation Front Disco-t azzal vádolták, hogy a szélsőjobboldali Brit Nemzeti Frontot dicsőíti.
A dalok közül egyik sem lett kiemelkedő sláger, a We Hate It When Our Friends Become Successful a 17. helyig jutott az Egyesült Királyságban, a Billboard Modern Rock Tracks listán a második helyig jutott. Bár ez nagyobb siker volt a Kill Uncle kislemezeinél, de a korábbi kislemezk sikerét nem érte el.
Ennek ellenére is több kislemez jelent meg az album mellé. Az Egyesült Királyságban a You're the One for Me, Fatty (19. hely) és a Certain People I Know (35. hely) jelent meg. Az Egyesült Államokban a Glamorous Glue (13. hely) és a Tomorrow (1. hely) ért el sikereket a Modern Rock listán.
Az albumot Grammyre jelölték a legjobb alternatív zenei album kategóriában. Szerepel az 1001 lemez, amit hallanod kell, mielőtt meghalsz című könyvben.

## Az album dalai
|     | Cím                                           | Szerző(k)                | Hossz |
| --- | --------------------------------------------- | ------------------------ | ----- |
| 1.  | You're Gonna Need Someone on Your Side        | Morrissey, Mark E. Nevin | 3:38  |
| 2.  | Glamorous Glue                                | Morrissey, Alain Whyte   | 4:01  |
| 3.  | We'll Let You Know                            | Morrissey, Whyte         | 5:17  |
| 4.  | The National Front Disco                      | Morrissey, Whyte         | 4:23  |
| 5.  | Certain People I Know                         | Morrissey, Whyte         | 3:11  |
| 6.  | We Hate It When Our Friends Become Successful | Morrissey, Whyte         | 2:29  |
| 7.  | You're the One for Me, Fatty                  | Morrissey, Whyte         | 2:58  |
| 8.  | Seasick, Yet Still Docked                     | Morrissey, Whyte         | 5:07  |
| 9.  | I Know It's Gonna Happen Someday              | Morrissey, Nevin         | 4:20  |
| 10. | Tomorrow                                      | Morrissey, Whyte         | 4:05  |

## Közreműködők
- Morrissey – ének
- Alain Whyte – gitár
- Boz Boorer – gitár
- Gary Day – basszusgitár
- Spencer Cobrin – dob
- Mick Ronson – producer

## Fordítás
Ez a szócikk részben vagy egészben a Your Arsenal című angol Wikipédia-szócikk ezen változatának fordításán alapul.  Az eredeti cikk szerkesztőit annak laptörténete sorolja fel. Ez a jelzés csupán a megfogalmazás eredetét és a szerzői jogokat jelzi, nem szolgál a cikkben szereplő információk forrásmegjelöléseként.